# Паганелли, Альчиде
Доменико Альчиде Паганелли (род. 26 января 1942) — итальянский автогонщик, специализировавшийся на раллийных соревнованиях. Чемпион Италии по ралли 1970 года. Постоянным напарником Паганелли был штурман Нинни Руссо. Практически всю карьеру выступал на автомобиле Fiat 124 Abarth в различных модификациях.
В 1969 году Альчиде впервые принял участие в этапе чемпионата Европы - на Ралли Польши он занял седьмое место. Следующий год стал для него одним из наиболее успешных в карьере: он одержал свою единственную победу в европейском первенстве на Ралли Эльбы, также был вторым на Ралли Бельгии, третьим на Ралли 1000 минут и четвёртым на Ралли Сан-Мартино, а по итогу сезона занял наивысшее для себя восьмое место. В дальнейшем Паганелли участвовал в основном на тех этапах, что проходили на территории Италии и еще дважды побывал на подиуме: третье место на Ралли Сан-Мартино 1973 года и второе на Ралли 4 регионов 1975 года (победу в обоих случаях одержал его именитый соотечественник Сандро Мунари).
Лучшими же результатами Паганелли на международных соревнованиях являются второе место на Ралли Австрии 1971 года в рамках международного чемпионата для ралли-производителей и второе место на Ралли Португалии в рамках чемпионата мира. На Ралли Канады 1974 года Альчиде лидировал до середины соревнований, но сход из-за проблем с подвеской лишил его шанса одержать свою первую победу в мировом первенстве и первую победу вне пределов Италии.

## Результаты (очковые финиши)

### Чемпионат Европы по ралли
| №  | Сезон | Этап                 | Штурман     | Автомобиль             | Результат |
| -- | ----- | -------------------- | ----------- | ---------------------- | --------- |
| 1  | 1969  | Ралли Польши         | Нинни Руссо | Lancia Fulvia          | 7 место   |
| 2  | 1970  | Ралли Эльбы          | Нинни Руссо | Fiat 124 Sport Spider  | Победа    |
| 3  | 1970  | Ралли Сан-Мартино    | Нинни Руссо | Fiat 124 Sport Spider  | 4 место   |
| 4  | 1970  | Ралли 1000 минут     | Нинни Руссо | Fiat 124 Sport Spider  | 3 место   |
| 5  | 1970  | Ралли Бельгии        | Нинни Руссо | Fiat 124 Sport Spider  | 2 место   |
| 6  | 1971  | Ралли Сан-Мартино    | Нинни Руссо | Fiat 124 Sport Spider  | 5 место   |
| 7  | 1972  | Ралли Сан-Мартино    | Нинни Руссо | Fiat 124 Abarth Spider | 4 место   |
| 8  | 1972  | Ралли Португалии     | Нинни Руссо | Fiat 124 Abarth Spider | 5 место   |
| 9  | 1973  | Ралли Сан-Мартино    | Нинни Руссо | Fiat 124 Abarth Rallye | 3 место   |
| 10 | 1975  | Ралли 4 регионов     | Нинни Руссо | Fiat 124 Abarth Rallye | 2 место   |
| 11 | 1975  | Ралли Восточных Альп | Нинни Руссо | Fiat 124 Abarth Rallye | 10 место  |
| 12 | 1975  | Ралли Сан-Мартино    | Нинни Руссо | Fiat 124 Abarth Rallye | 7 место   |

### Международный чемпионат FIA для ралли-производителей
| Сезон | Этап           | Штурман     | Автомобиль             | Результат |
| ----- | -------------- | ----------- | ---------------------- | --------- |
| 1970  | Ралли Сан-Ремо | Нинни Руссо | Fiat 124 Abarth Rallye | 9 место   |
| 1971  | Ралли Австрии  | Нинни Руссо | Fiat 124 Abarth Rallye | 2 место   |

### Чемпионат мира по ралли
| Сезон | Этап             | Штурман     | Автомобиль             | Результат |
| ----- | ---------------- | ----------- | ---------------------- | --------- |
| 1973  | Ралли Сан-Ремо   | Нинни Руссо | Fiat 124 Abarth Rallye | 6 место   |
| 1974  | Ралли Португалии | Нинни Руссо | Fiat 124 Abarth Rallye | 2 место   |